# Miasta Mikronezji
Według danych oficjalnych pochodzących z 2012 roku Mikronezja posiadała ponad 30 miast o ludności przekraczającej 700 mieszkańców. Stolica kraju Palikir znajduje się na 2 miejscu spośród największych miast, Weno jako jedyne miasto liczyło ponad 10 tys. mieszkańców; 5 miast z ludnością 5÷10 tys.; 23 miast z ludnością 1÷5 tys. oraz reszta miast poniżej 1 tys. mieszkańców.

## Największe miasta w Mikronezji
Największe miasta w Mikronezji według liczebności mieszkańców (stan na 01.01.2012):
| L.p. | Miasto           | Stan    | Liczba ludności |
| ---- | ---------------- | ------- | --------------- |
| 1.   | Weno             | Chuuk   | 12 935          |
| 2.   | Palikir (Sokehs) | Pohnpei | 7 747           |
| 3.   | Kitti            | Pohnpei | 7 743           |
| 4.   | Nett             | Pohnpei | 6 375           |
| 5.   | Madolenihmw      | Pohnpei | 6 293           |
| 6.   | Tol              | Chuuk   | 5 654           |
| 7.   | Kolonia          | Pohnpei | 4 396           |
| 8.   | Fefen            | Chuuk   | 4 024           |
| 9.   | Tonoas           | Chuuk   | 3 762           |
| 10.  | Lelu             | Kosrae  | 2 979           |

## Alfabetyczna lista miast w Mikronezji
Spis miast Mikronezji powyżej 700 mieszkańców według danych szacunkowych z 2012 roku:
- Colonia
- Dalipebinaw
- Fanapanges (F'panges)
- Fefen
- Gagil
- Kitti
- Kolonia
- Kuttu
- Lekinioch
- Lelu
- Madolenihmw
- Malem
- Moch
- Murilo
- Nama
- Nett
- Onoun
- Paata
- Palikir (Sokehs)
- Pollap
- Polle
- Polowat
- Romanum
- Sapwuahfik (Ngatik)
- Satowan
- Tafunsak
- Tol
- Tomil
- Tonoas
- Uh
- Udot
- Uman
- Utwe
- Weloy
- Weno
- Woleai
- Wonei